# 288 av. J.-C.
Cette page concerne l'année 288 av. J.-C. du calendrier julien proleptique.

## Événements
- 9 avril (21 avril du calendrier romain) : début à Rome du consulat de Quintus Marcius Tremulus (pour la deuxième fois) et Publius Cornelius Arvina[1].

- Printemps : Pyrrhus, roi d’Épire, allié à la Ligue des Étoliens et à Lysimaque, envahit la Macédoine avec ce dernier et le soutien de la flotte de Ptolémée[2].
- Été : Démétrios Poliorcète, le roi de Macédoine, est vainqueur de Lysimaque près d'Amphipolis mais voit ses troupes et la population de son royaume se soulever et se rallier en masse à Pyrrhus. Il s'enfuit alors dans ses possessions grecques. Lysimaque et Pyrrhus se partagent provisoirement le pays[2].

- Les Mamertins, mercenaires d’Agathocle de Syracuse d’origine italique, s’emparent de Messine après sa mort. Ils terrorisent la Sicile[3].
- Ptolémée Ier crée le Museion, le Temple des muses, qui comprend la bibliothèque d'Alexandrie[4], une des premières universités de l'histoire de l'humanité et une Académie où se donnent rendez-vous les poètes, scientifiques et artistes invités par les Lagides.

## Décès
- Phila Ire, fille d'Antipater, sœur de Cassandre, femme de Démétrios Poliorcète et mère d'Antigone II Gonatas et de Stratonice Ire[2]. Elle est ainsi l'ancêtre à la fois des Antigonides et des Séleucides. Elle se suicide lorsque son mari perd le royaume de Macédoine face à Pyrrhus.
- Théophraste